# Melipotes carolae
El mielero de Carlota (Melipotes carolae) es una especie de ave paseriforme de la familia Meliphagidae.

## Distribución geográfica
Es endémico del noroeste de la isla de Nueva Guinea, encontrándose únicamente en las montañas Foja.